# Jean-Olivier Peloux
Pour les articles homonymes, voir Peloux.
Jean-Olivier Peloux, né le 4 juillet 1965, est un ancien joueur de basket-ball français. Il mesure 1,91 m.

## Clubs
- 1983-1992 :  Tours BC (Nationale 1)
- 1986-1987 : Coco Beach Floride
- 1992-1994 :  Nancy (N 1 B)
- 1994-1995 :  Sans club
- 1995-1996 :  Chalon-sur-Saône (Pro B)
- 1996-1998 :  Joué-les-Tours (Nationale 4)
- 1998-2003 :  Touraine BC (Nationale 3 puis Nationale 2)
- 2003-2004 :  Saint Avertin (Régionale 2)
- 2005-2007 :  assistant coach au TJB (Nationale 2)
- dep. 2007 :  Arbitre